# Сербія (1941—1944)
Сербія (1941—1944) існувала як Військова адміністрація Сербії, створена Німеччиною в 1941 році після декількох місяців окупації Королівства Югославія державами Осі під час Другої світової війни. Сербська цивільна адміністрація була офіційно знана як Уряд національного порятунку (серб. Влада Националног Спаса, Vlada Nacionalnog Spasa), який наголошував, що є незалежною державою, хоча всі рішення були підконтрольні німцям. Країна, включала в свій склад більшу частину сучасної Центральної Сербії, північну частину Косово (навколо Косовської Митровиці), і область Банат. Уряд офіційно очолював Мілан Недич з 1941 по 1944 рік. Протягом цього періоду, він співпрацював з Димитрієм Льотичем з його партією ЗБОР і Костою Печанацем з його четниками.

## Історія
На початку Другої світової війни Югославія проголосила нейтралітет. 25 березня 1941 Югославія приєдналася до Берлінського пакту. 27 березня прем'єр-міністра Цвєтковича було скинуто, його і міністрів його кабінету заарештували. На нараді в Генштабі новим прем'єром обрано генерала Душана Симовича. Також від влади відсторонений принц-регент Павло, замість якого на престол зведений оголошений заради цього повнолітнім 17-річний король Петро II. Народ Сербії сприйняв переворот з радістю і надією на зміну зовнішньополітичного курсу, переорієнтацію з Німеччини. Незважаючи на заяву глави МЗС Югославії Нинчича про продовження участі в Троїстому союзі, 27 березня Німеччина ухвалила рішення про початок підготовки захоплення Югославії, який був готовий через 3 дня і встановлена дата нападу — 6 квітня 1941. Балканська кампанії Німеччини тривала всього одинадцять днів і закінчилася капітуляцією Югославії.
Після швидкої перемоги над Королівством Югославія, остання була розділена на десять частин з різним статусом. Сербія отримала статус незалежної держави під німецькою військовою адміністрацією. До складу Сербії увійшли Центральна Сербія і західна частина Банату (більше 1/4 Югославії) з населенням 4,5 млн чоловік. Сербія грала найважливішу роль для Німеччини. У ній були розвинуті базові галузі промисловості, необхідні німецькій економіці. Із Сербії до Німеччини поставлялася кукурудза і пшениця. До кінця війни кордони Сербії неодноразово змінювалися на користь її сусідів (Хорватії, Угорщини, Болгарії, Албанії). У 1942—1944 рр. більшість території Сербії була під болгарською окупацією.

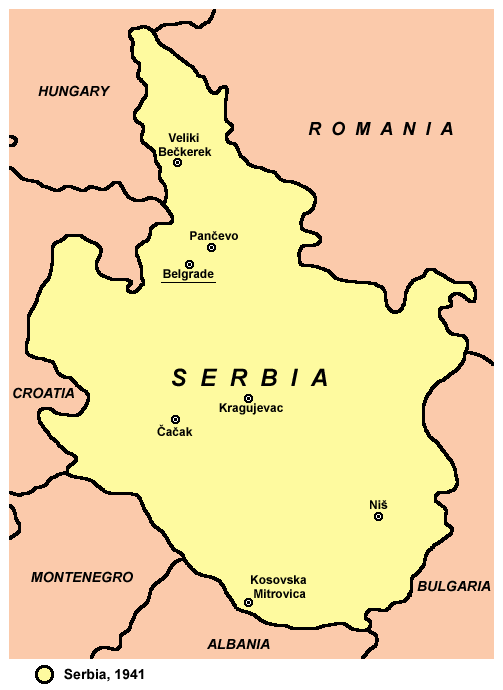
1941
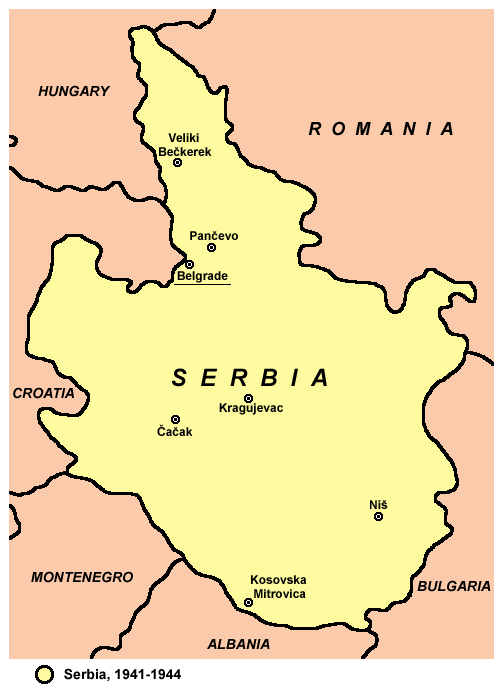
1941-1944

## Німецька національна меншина в Сербії
У сербській частині Банату проживало значна кількість німців (близько 131 000). З 27 березня 1941 Німеччина через своє спеціальне відомство, що займалося організаціями диверсій, очолюване Ервін фон Лахузеном, поставила банатським німцям, а також угорцям під їх керівництвом значну кількість зброї. Етнічним лідером став Сепп Янко. Після захоплення Югославії Янко отримав права на керування Банатом в культурній та освітній сфері.

## Німецька окупація і повстанці
Повстанські сили не могли ефективно протистояти німецькій армії. Гітлер вирішив, що лише частина військ повинна залишитися на займаних позиціях, а решта — рушити далі до місць розташування гірничодобувної промисловості. Для боротьби з партизанами 29 серпня 1941, було створено Уряд національного порятунку під керівництвом генерала Мілана Недича. Також Недич отримав пост міністра оборони.
Недич надав військову допомогу четникам під керівництвом Дімітріє Льотича.
Недич також підтримував тісні контакти з полковником Драголюбом Михайловичем. Останній відстоював сербський націоналізм та підтримував ідею створення Великої Сербії, чому противилися німці, які підтримували усташів в Хорватії.
20 жовтня 1944 Белград був звільнений Армією СРСР і партизанами Тіто.

## Депортація сербів
Для німецької економіки найважливішим промисловим комплексом в Сербії був гірничодобувний комплекс з видобутку міді в Борі. Восени 1942, у шахтах працювали близько 30 000 сербів, лише третина з яких робили це добровільно. Незважаючи на зростаючи потреби німецької економіки через неважливі справи на радянському напрямку, депортація сербів тривала. Тільки влітку 1943 через брак робочої сили Гітлер наказав не розстрілювати всіх полонених підряд, а частину з них відправляти на примусові роботи. У 1943 на Німеччину безкоштовно працювали 115 000 осіб із числа нехорватського населення Югославії, в 1944 — 100 000. Крім того існував «резерв» зі 100 000 військовополонених з колишньої югославської армії.